# Ketemasdungus
Ketemasdungus is een bestuurslaag in het regentschap Mojokerto van de provincie Oost-Java, Indonesië. Ketemasdungus telt 2165 inwoners (volkstelling 2010).